# Tomás Garrido Canabal

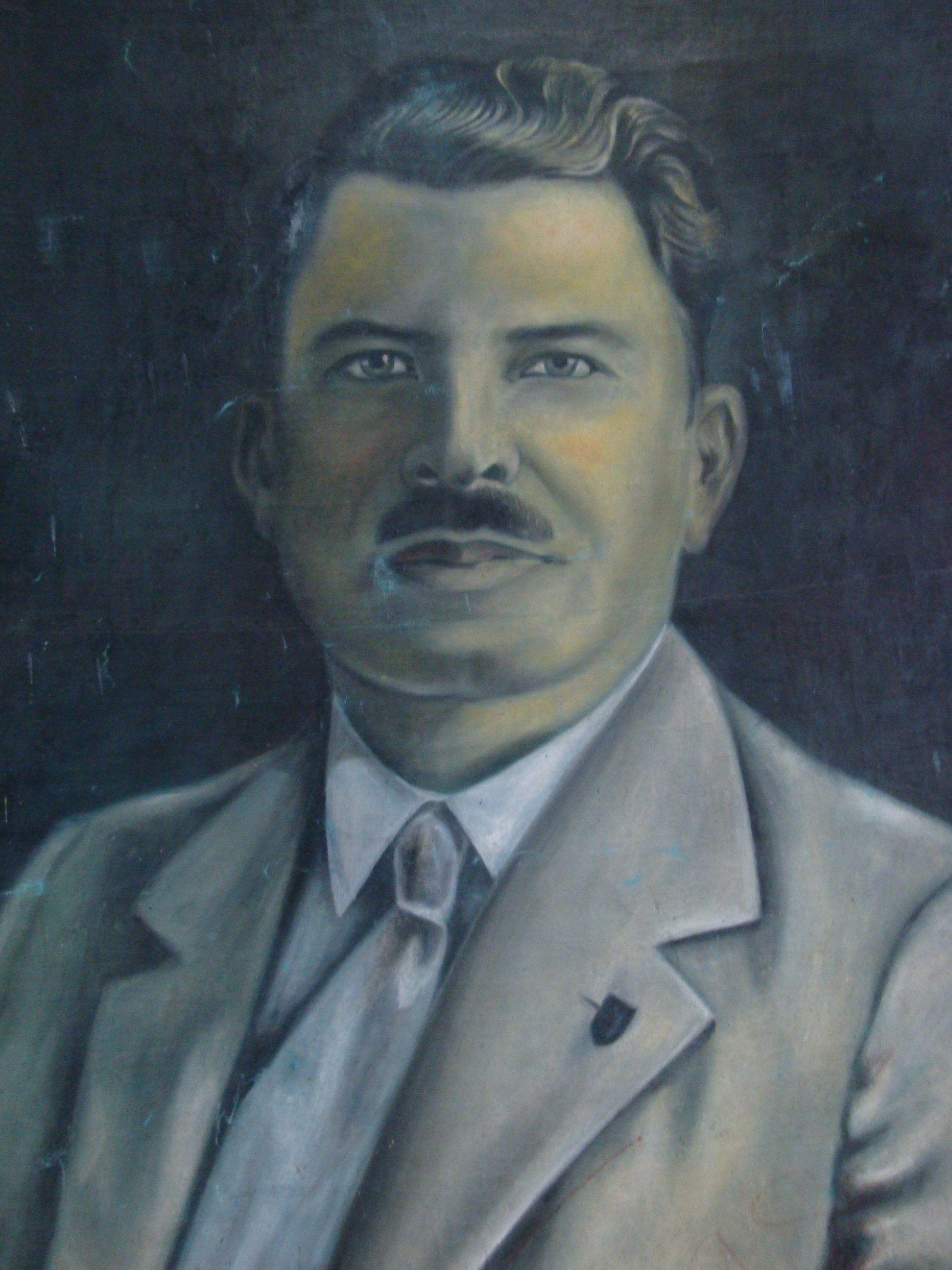
Tomás Garrido Canabal

Tomás Garrido Canabal (* 20. September 1890 in Catazajá, Chiapas; † 8. April 1943 in Los Angeles, Vereinigte Staaten) war ein mexikanischer Politiker und Revolutionär.

## Leben
In den Jahren 1920–1924 und 1931–1934 diente er als Gouverneur des Bundesstaates Tabasco. Bekannt ist Garrido Canabal vor allem als Anhänger der ausgeprägten antiklerikalen Politik des Präsidenten Plutarco Elías Calles. In seiner Amtszeit als Gouverneur führte er das Frauenwahlrecht ein und initiierte eine Kampagne gegen Alkohol, indem er ein Kauf- und Konsumverbot von alkoholischen Getränken dekretierte. Seine antireligiöse Politik führte zur Konfiskation aller Wertgegenstände aus Kirchen und deren Schließung. Sie beinhaltete die Entfernung von Kreuzen aus Friedhöfen und von religiösen Bildern aus Privathaushalten. Priester wurden zur Heirat gezwungen; selbst der traditionelle Gruß adios wurde verboten. Garrido Canabal gründete die Camisas Rojas (Rothemden), eine paramilitärische Organisation. Im Jahr 1934 wurde er zum Landwirtschaftsminister unter Präsident Lázaro Cárdenas ernannt, er musste jedoch bereits ein Jahr später das Land verlassen. Selbst sah er sich von der herrschenden Klasse verraten und durfte erst 1941 nach Mexiko zurückkehren.
Garrido Canabal starb 1943 in Los Angeles (Kalifornien) an Krebs.